# 流山おおたかの森 S・C

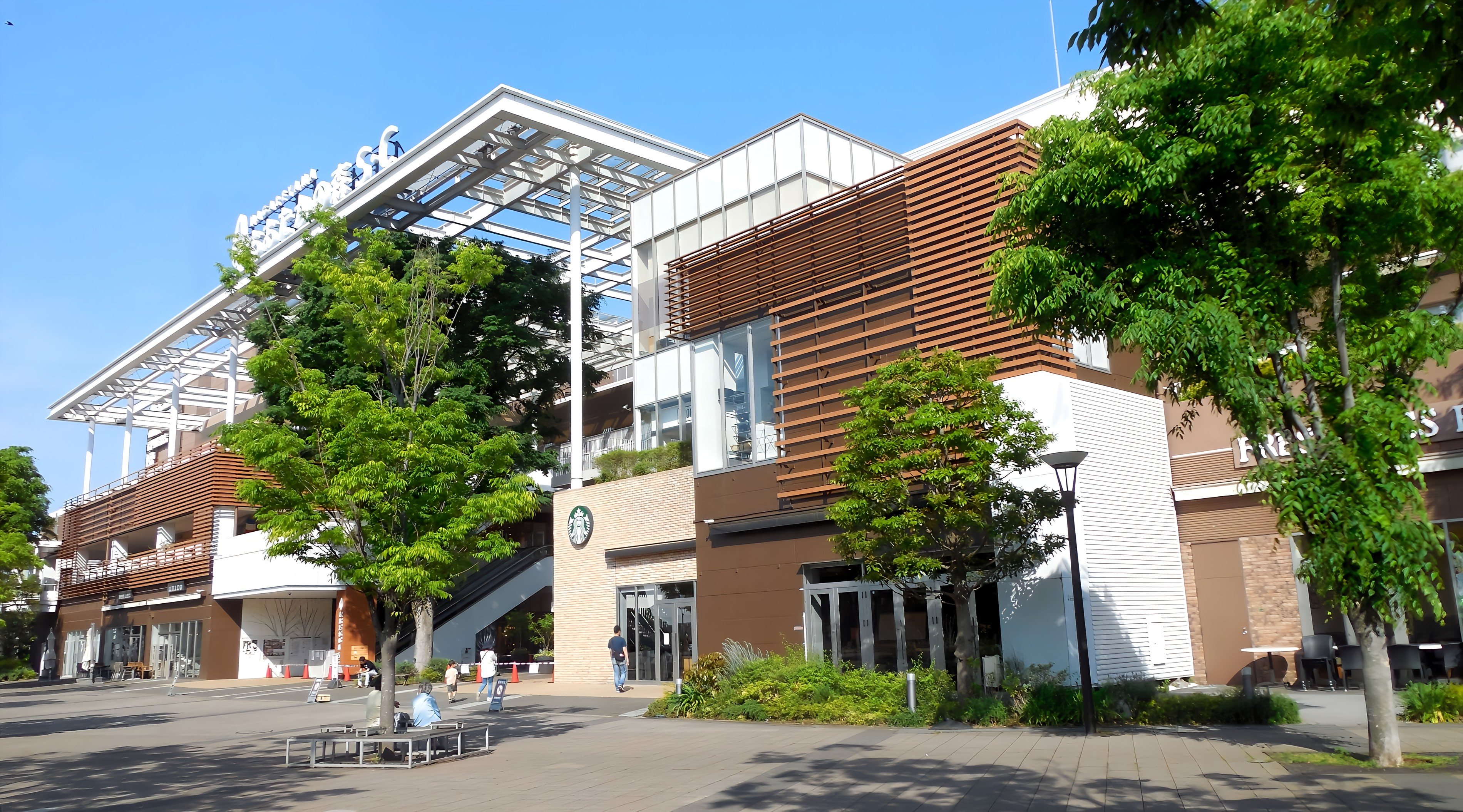
本館 ケヤキ広場付近

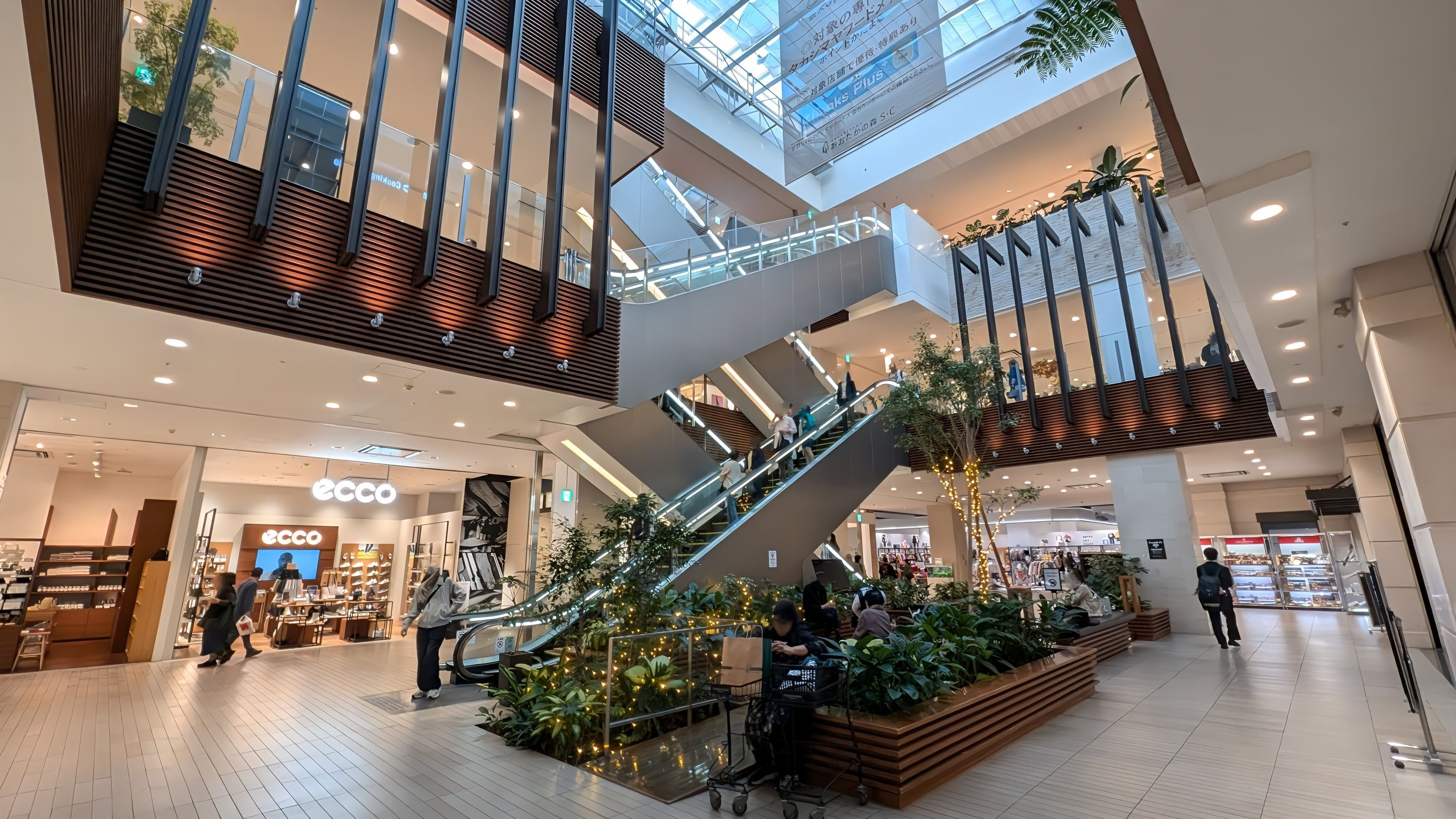
本館1F ウェストプラザ吹き抜け

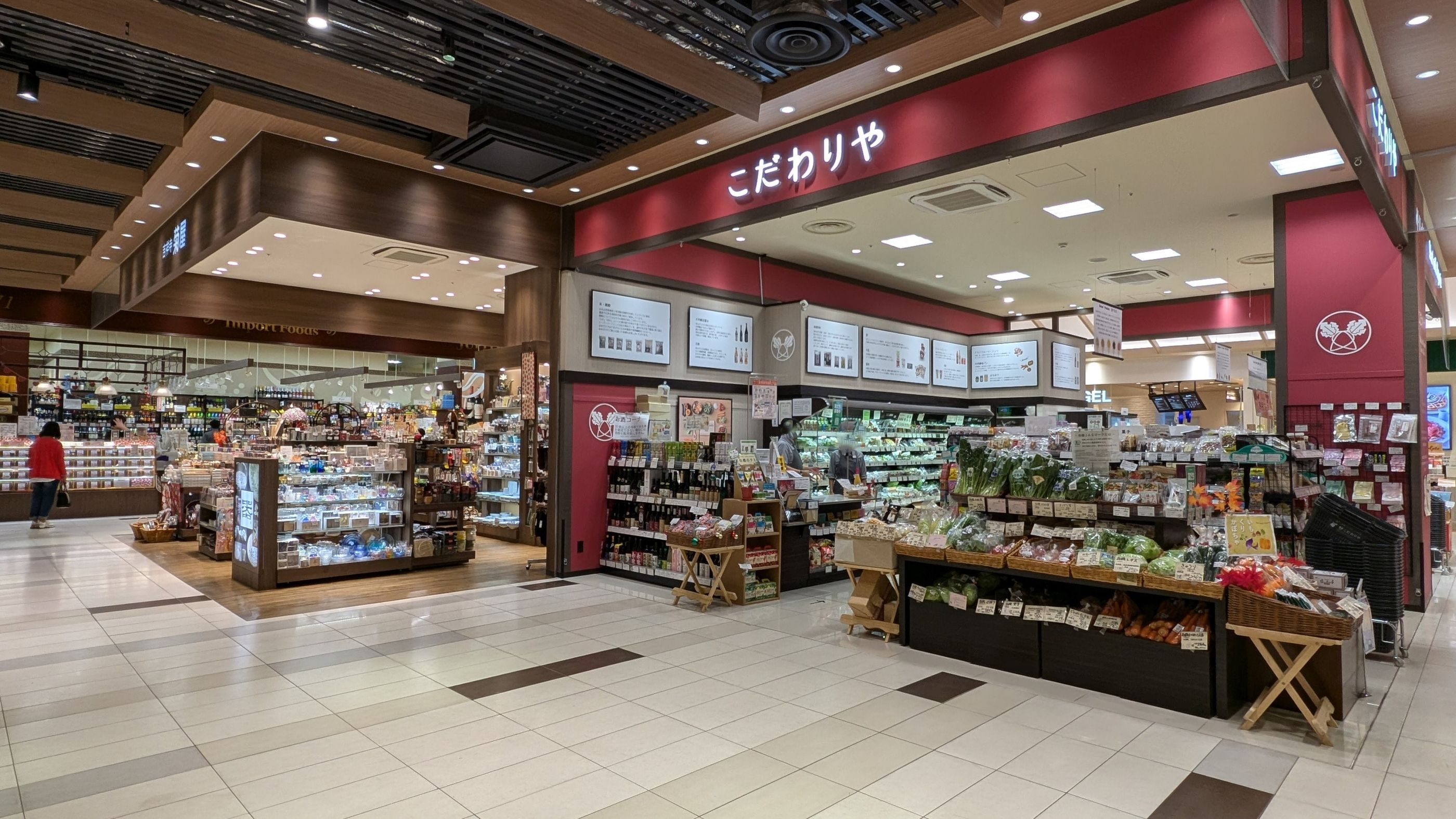
本館の1F

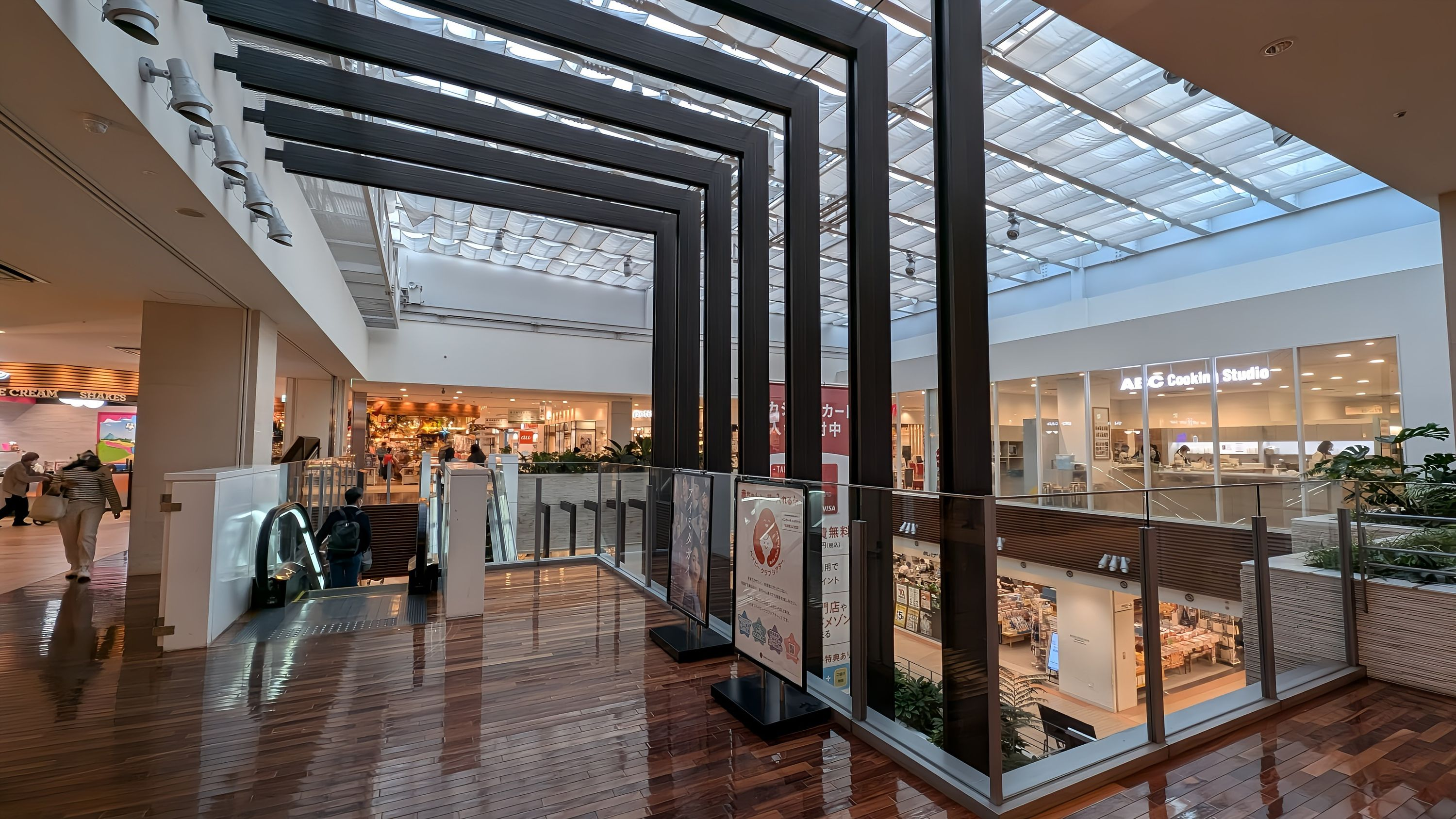
本館3F ウェストプラザ吹き抜け

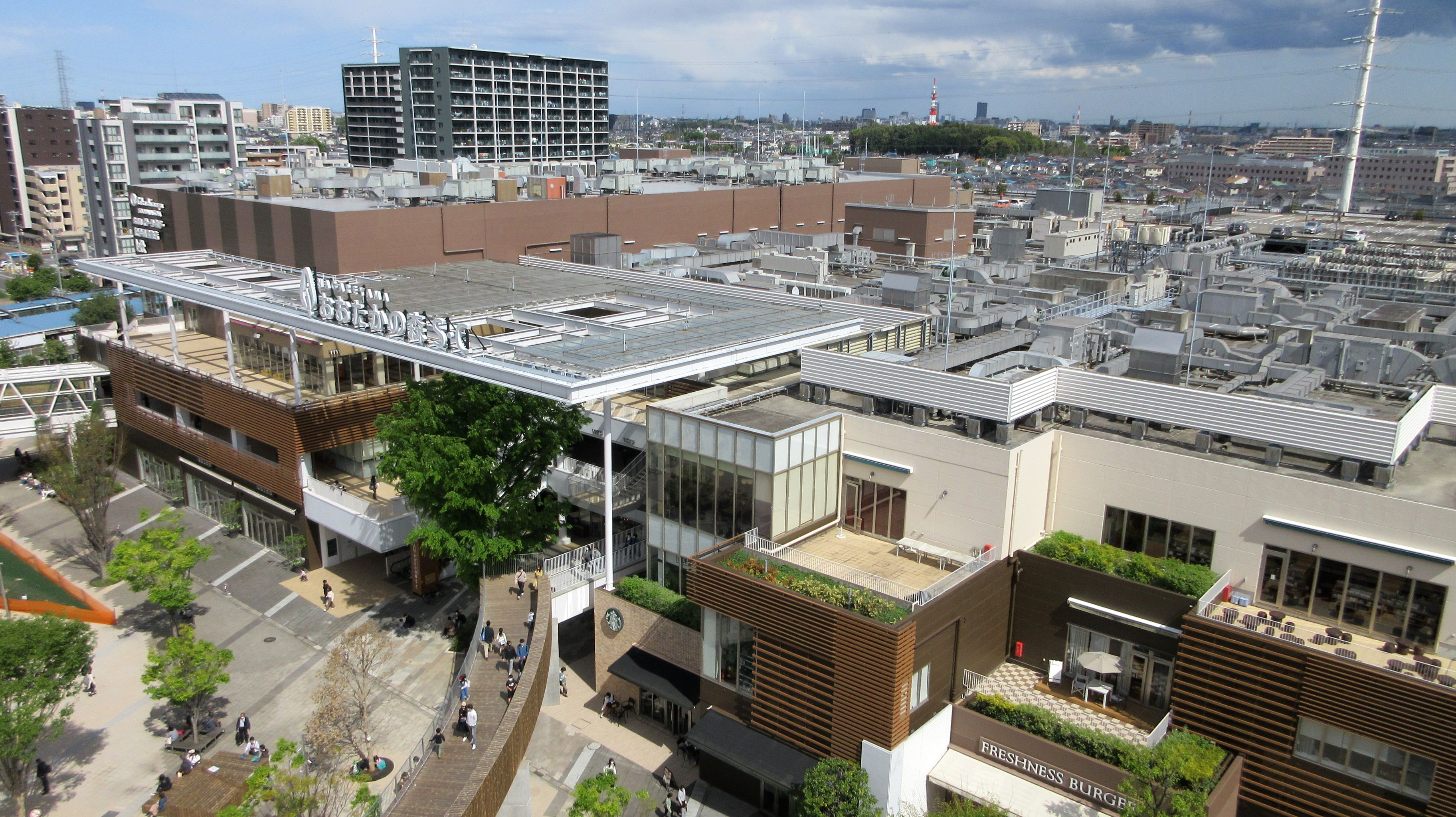
FLAPSの最上階より本館を撮影

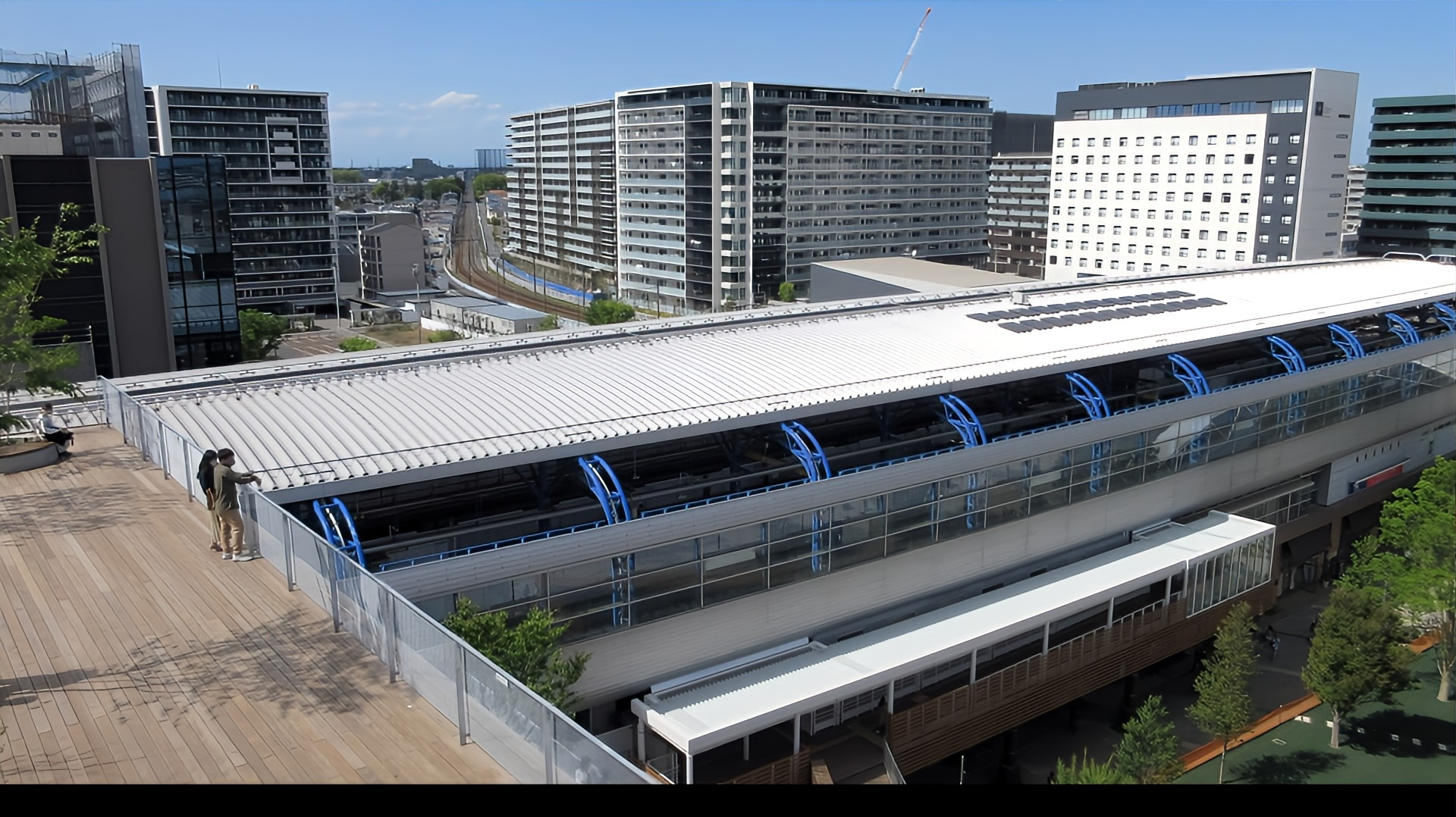
FLAPSより流山おおたかの森駅を見下ろす

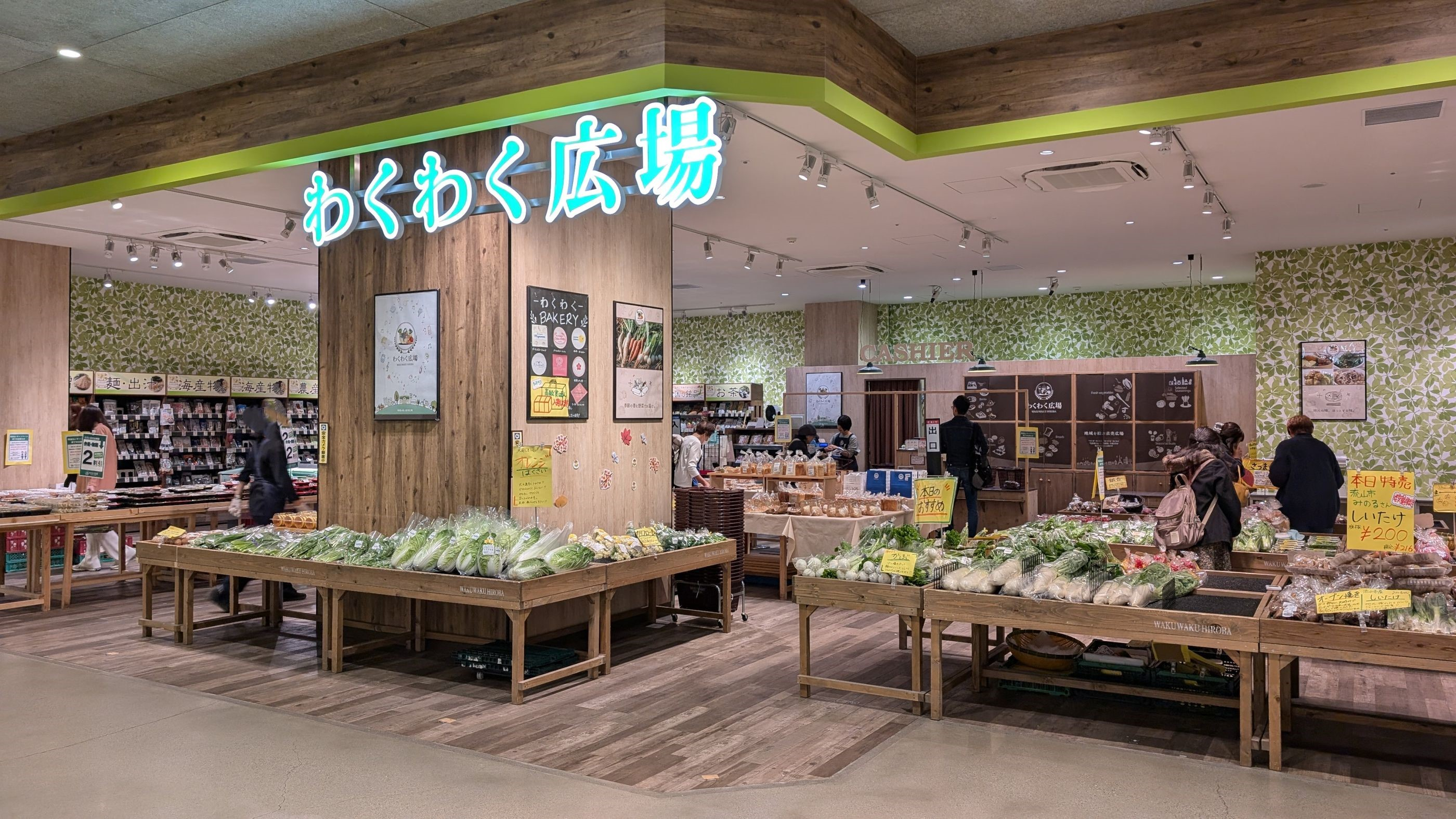
FLAPS 1F わくわく広場

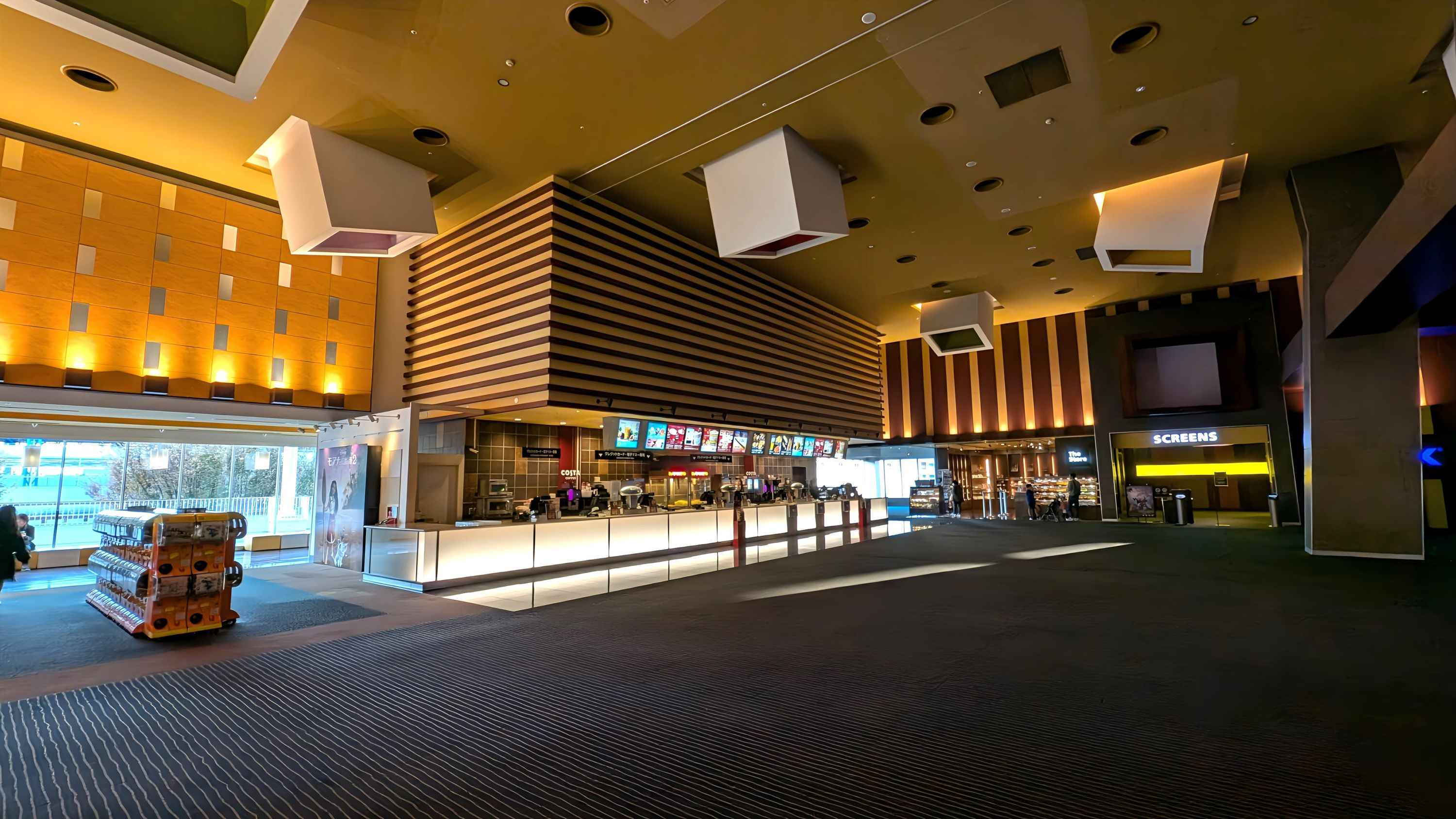
TOHOシネマズ流山おおたかの森入り口

流山おおたかの森 S・C（ながれやまおおたかのもり ショッピングセンター）は、千葉県流山市おおたかの森南一丁目に所在する髙島屋子会社の東神開発株式会社が運営するショッピングセンター。

## 概要
都市再生機構を施行者とする「流山市新市街地地区一体型特定土地区画整理事業」区域において、2004年（平成16年）夏季に開発事業に着手し、2007年（平成19年）3月12日に開業した。
建物は地上3階建ての本館、地上5階建ての本館駐車場棟、別棟の地上6階建てのANNEX（2014年3月7日開業）、2つ目となる別棟の地上6階建てのFLAPS（2021年3月31日開業）、3つ目となる別棟の地上4階建てのANNEX2（2022年6月30日開業）とで構成される。

### グリーンチェーン認定施設
流山市では、緑豊かな流山の価値を損なわないように、緑の存在が流山に住むことの最大の価値となるようにとのことから、「グリーンチェーン認定基準」を設けている。当SCは、建物内外の緑化や環境に配慮した商業施設として認定を受けている。

## 主なテナント
出店テナント全店の一覧・詳細情報は公式サイト「ショップ検索」を、営業時間は公式サイト「営業時間」を、SC内の各種サービスおよびATMを設置する金融機関の詳細は公式サイト「サービスガイド」を参照。

### 核店舗
- タカシマヤ フードメゾン おおたかの森店（1階） - 髙島屋初の食料品販売に特化した店舗[1]。コンセプトは「あなたの街にデパ地下を」[1]。
- イトーヨーカドー 食品館おおたかの森店（1階） - 食料品販売に特化、イトーヨーカドーとしては175店舗目（千葉県内21店舗目）の出店となる[1]。
- 紀伊國屋書店 / 紀伊國屋書店Forest（2階） - 開業時点では千葉県内最大級の規模を有する[1]。CD・DVD販売エリアは「Forest」の名称で営業する[1]。
- 流山ロフト（2階） - 千葉県内3店舗目の出店[1]。
- TOHOシネマズ 流山おおたかの森（3階）
- namco流山おおたかの森S・C店（3階）
- セントラルウェルネスクラブ おおたかの森（3階）

### 1階専門店
- SHOO LA RUE / HusHusH / 3can4on
- LACOSTE
- UNIQLO
- KEYUCA
- Beauty Deli by HOUSE OF ROSE
- TAYA
- カメラのキタムラ
- BAGEL&BAGEL
- ATMコーナー

### 2階専門店
- green parks topic
- m.f.editorial
- semanticdesign
- ORIHICA
- LEPSIM LOWRYS FARM
- PARiS Miki
- JINS
- ABC-MART
- CIQUETO LBC
- MARY QUANT
- DHC 直営店
- 中央コンタクト

### 3階専門店
- 手芸センター ドリーム
- レストランエリア（17店舗）[1]
- ABC Cooking Studio / abc kids
- POLA THE BEAUTY
- 流山市おおたかの森出張所
- スタジオマリオ

### ANNEX
- ヴィクトリア
- ノジマ
- サブウェイ
- 流山おおたかの森郵便局

### FLAPS
- 無印良品
- フライングタイガーコペンハーゲン
- 紀ノ国屋
- ボーネルンド

### ANNEX2
- 角上魚類
- ニトリ
- Seria（ANNEXから移転）

### TOHOシネマズ流山おおたかの森
3階にある11スクリーン、1,844席（車椅子22席）を有するTOHOシネマズが運営するシネマコンプレックス。
2020年6月に「IMAXレーザー」を6番スクリーンに導入している。
| No.     | 座席数 | 車椅子 | サイズ(m) | サイズ(m) | 備考                     |
| No.     | 座席数 | 車椅子 | 縦        | 横        | 備考                     |
| ------- | ------ | ------ | --------- | --------- | ------------------------ |
| PREMIER | 56     | 2      | 3.5       | 8.3       |                          |
| 1       | 127    | 2      | 3.6       | 8.5       |                          |
| 2       | 232    | 2      | 5.5       | 13.1      |                          |
| 3       | 103    | 2      | 3.5       | 8.3       |                          |
| 4       | 125    | 2      | 3.6       | 8.5       |                          |
| 5       | 125    | 2      | 3.6       | 8.5       |                          |
| 6       | 283    | 2      |           |           | IMAXレーザー／IMAX12.1ch |
| 7       | 163    | 2      | 3.9       | 9.4       |                          |
| 8       | 125    | 2      | 3.6       | 8.5       |                          |
| 9       | 401    | 2      | 6.1       | 14.5      |                          |
| 10      | 104    | 2      | 3.5       | 8.4       |                          |

## 交通アクセス

### 鉄道
首都圏新都市鉄道つくばエクスプレス・東武野田線（東武アーバンパークライン）流山おおたかの森駅に直結している。

### バス
- 西側の道路上には流山ぐりーんバス松ヶ丘・野々下ルートのショッピングセンター前バス停がある。このバス停から松ヶ丘6丁目以遠までの利用では、流山おおたかの森駅西口から乗車するよりも10円安い区間がある。なお「ショッピングセンター前」というバス停名があるが本館と駅を繋ぐ連絡通路があるためバスには乗らずそのまま連絡通路を歩いた方が早く着く。

### 自動車
最寄ICは常磐自動車道・流山ICである。国道16号線からは若柴交差点を「流山おおたかの森」方面に進む。

## ドラマ・映画・CM撮影など

### CM
ダイハツ・タント - 「子供服篇」を当SCで撮影（2009年放送）。

### テレビアニメ
普通の女子校生が【ろこどる】やってみた。 - 作中に当SCをモデルにした「流川おおわしの森 S・C」が登場している。